# Motståndets estetik
Motståndets estetik (originaltitel: Die Ästhetik des Widerstands) är en roman från 1975–1981 av Peter Weiss. Romanen i tre band utspelas i Tyskland, Spanien, Frankrike och Sverige under åren 1937–1945. Den är baserad på verkliga gestalter från tiden, däribland Hans Coppi, Horst Heilmann och Harro Schultze-Boysen. Motståndets estetik har flera litterära dimensioner som rör sig inom en intellektuell diskurs kring konst, makt, historia och politik.
Historiskt ger romanen en bild av arbetarrörelsens kamp och nederlag mot Nazityskland och andra fascistiska regimer i Europa under tiden. Det är främst diskussioner och motsättningar inom arbetarrörelsen, mellan kommunister, anarkister och socialdemokrater, som behandlas.
Politiska frågor förs fram och diskuteras. Jagberättaren och dennes kamrater framhäver konstens frigörande potential för politisk kamp.
Estetiskt är romanen utformad utan styckes- eller kapitelindelning, med block av text som fyller sidorna.
Peter Weiss skrev Motståndets estetik på tyska och de tre banden blev utgivna i såväl Västtyskland som Östtyskland. De öst- och västtyska utgåvorna avviker dock från Weiss originaltext och de stämmer inte heller överens med varandra. Formuleringarna skiljer sig på hundratals ställen och hela textbitar har lyfts ut  godtyckligt, kortats eller formulerats om.  Detta gäller särskilt i tredje bandet under påtryckningar från Weiss västtyska förlag Suhrkamp Verlag. Den svenska utgåvan anses stå närmast originaltexten trots att den är en översättning.
Weiss var  missnöjd med Suhrkamps utgåvor och försåg det östtyska förlaget  med det han ansåg vara sitt ursprungsmanuskript. I anslutning till 100-årsminnet av Weiss födelse genomfördes ett restaureringsarbete av Weiss texter vilka 2016 publicerades i en ny utgåva av Suhrkamp.  Nu finns därför en "Fassung letzter Hand", d v s den senaste av författaren genomlästa och korrigerade versionen av ett verk. 
Till Motståndets estetik hör även Notisböcker 1970-1975 och Notisböcker 1975-1980.